# Avogadro (Mondkrater)
Avogadro ist ein alter Krater, der sich auf der nördlichen Hemisphäre, jedoch auf der erdabgewandten Seite des Mondes befindet. Er besitzt die Koordinaten 63° 06' N 164° 54' O und hat einen mittleren Durchmesser von 139 km.
Die Formation präsentiert sich aufgrund stetiger weiterer Einschläge in einem stark abgetragenen und erodierten Zustand, so dass der Rand nur wenig mehr als eine abgerundete Ecke ist, die die Kratersenke umgibt. Der Kraterboden ist gleichfalls verschlissen und mit einer Vielzahl von kleineren Kratern in unterschiedlichen Größen übersät. Viele dieser kleinen Krater sind ebenso erodiert und erscheinen lediglich als ein matter Abdruck auf der Oberfläche.
Der Krater ist sehr alt, seine Entstehungszeit wird der pränektarischen Periode zugerechnet.
Nennenswerte Krater, die sich in der Nähe zu Avogadro befinden, sind der Tikhov Krater, der sich dem südöstlichen Rand anschließt, der Oberth Krater im Westen und der Schjellerup Krater in Richtung Nord-Nordwest. Der Yamamoto, südsüdwestlich gelegen, und ferner der im Süden befindliche große D’Alembert Krater sind weitere markante Einschlagstellen im direkten Umfeld des Avogadro Kraters.
Avogadro hat einen mit D bezeichneten Nebenkrater.
| Buchstabe | Position            | Durchmesser | Link |
| --------- | ------------------- | ----------- | ---- |
| D         | 63,84° N, 170,22° O | 18 km       |      |

Der Krater wurde 1970 von der Internationalen Astronomischen Union offiziell nach dem italienischen Physiker Amedeo Avogadro benannt.